# 岩永麻里江
岩永 麻里江（いわなが まりえ、1988年5月20日 - ）は、日本の元女子バレーボール選手。

## 来歴
長崎県諫早市出身。九州文化学園高校在学中は、春高バレーやインターハイなどで活躍。
筑波大学3年在学中の2009年には、皆本明日香、渡邉美穂らとともに全日本インカレにおいて優勝に貢献し、自らもリベロ賞を獲得した。
2011年4月VチャレンジリーグのPFUブルーキャッツに入団。同年7月、第26回ユニバーシアード代表に選出された。
2011/12 Vチャレンジリーグにおいて、最優秀新人賞のタイトルを獲得した。出身地開催となった長崎がんばらんば国体を花道に、2014年10月31日をもって現役引退した。

## 球歴
- ユニバーシアード代表 - 2011年

## 受賞歴
- 2012年 - 2011/12 Vチャレンジリーグ 新人賞

## 所属チーム
- 市立諫早中学校
- 九州文化学園高校
- 筑波大学（2007-2011年）
- PFUブルーキャッツ（2011-2014年）